# Brandon Boyce
Brandon Boyce (23 novembre 1970) è un attore e sceneggiatore statunitense.

## Biografia
Boyce inizia a lavorare nel mondo dello spettacolo già dall'età di 10 anni, comparendo in numerosi spettacoli teatrali e televisivi. A partire dal [988 inizia una collaborazione con il regista Bryan Singer, inizialmente recita in due suoi lavori, il cortometraggio Lion's Den e il film Public Access. Nel 1998, sempre Singer, realizza la sua prima sceneggiatura L'allievo, adattando per il grande schermo il racconto di Stephen King Un ragazzo sveglio.
Negli anni seguenti continua a scrivere per il cinema, sue sono le sceneggiature dei film Appuntamento a Wicker Park di Paul McGuigan e Venom di Jim Gillespie. Dopo un lungo periodo di pausa, nel 2008 torna alla recitazione, ottenendo un ruolo in Milk di Gus Van Sant. Boyce ha scritto diversi racconti e saggi sotto pseudonimo, pubblicati bimestralmente su una rubrica online.

## Filmografia parziale

### Attore
- Public Access, regia di Bryan Singer (1993)
- Milk, regia di Gus Van Sant (2008)
- Teen Wolf – serie TV, 6 episodi (2013-in corso)

### Sceneggiatore
- L'allievo (Apt Pupil), regia di Bryan Singer (1998)
- Appuntamento a Wicker Park (Wicker Park), regia di Paul McGuigan (2004)
- Bad Samaritan, regia di Dean Devlin (2017)